# Liste des maires de Rive-de-Gier
Cette page liste les maires qui se sont succédé à la tête de la commune de Rive-de-Gier, dans le département de la Loire.

## Liste de maires

### Fin de l'Ancien Régime et Révolution française
- 2 septembre 1787 – 31 janvier 1790 : Jean-Philibert Chevalier (élu par le syndicat)
- 11 février 1790 – 13 novembre 1792 : François Chambeyron (élu par l'assemblée des citoyens actifs)
- 13 novembre 1792 – 12 décembre 1792 : Jean-Marie Mathevon
- 16 décembre 1792 – 7 octobre 1794 : ?
- 23 septembre 1795 – 30 septembre 1796 : Pierre Mazuyers
- 30 septembre 1796 – 14 (février ? décembre ?) 1797 : Pierre Brayet
- 14 (février ? décembre ?) 1797 – 19 avril 1799 : François Louis Michaud
- 17 avril 1799 – 18 avril 1799 : Denis Vignet
- 18 avril 1799 – 19 mai 1802 : Jean-Baptiste Chatain

### 1remoitiéduXIXesiècle
- 23 mai 1802 – 20 janvier 1808 : Antoine Teillard
- 20 janvier 1808 – 26 octobre 1808 : Antoine Monteiller
- 26 octobre 1808 – 14 avril 1813 : Joannès Fleurdelix
- 25 octobre 1812 – 31 décembre 1812 : Joseph Marie Fleurdelix
- 29 avril 1815 – 21 juin 1815 : Fleury Donzel
- 21 juin 1815 – 7 juillet 1815 : Paul Journoud
- 13 janvier 1816 – 2 juillet 1821 : Joannès Fleurdelix
- 2 juillet 1821 – 9 octobre 1823 : Joannès Fleurdelix
- 9 1 1823 – 23 9 1830 : Joseph Fleurdelix
- 13 1 1830 – 2 07 1821 : Joseph Robichon
- 1835 – 1839 : Fleury Donzel
- 1839 – 1844 : Joseph-Michel Robichon
- 1844 – 1848 : Claude-Anne Gaultier

### Deuxième République et Second Empire
- 1848 : Napoléon Hippolyte Mortier
- 1848 – 1849 : Jean-Pierre Delay
- 1849 – 1851 : Jean-Claude Baldeyrou
- 1851 – 1869 : Jean-Pierre Delay
- 1856 – 1869 : Hippolyte Petin
- 1869 – 1870 : Jean-Claude Verpilleux, nommé par l'empereur Napoléon III, député à l'Assemblée constituante de 1848 et membre de la Chambre de commerce et d'industrie de Saint-Étienne (1855-1866).

### Troisième République
- 1870 – 1874 : Pétrus Richarme
- 1875 – 1877 : Joseph Pernot
- 1877 – 1878 : Hippolyte Petin
- 1878 – 1882 : François Prugnat
- 1882 – 1883 : Hippolyte Petin
- 1883 : Aimé Hutter
- 1883 – 1884 : Fleury Bajard
- 1884 – 1888 : Hippolyte Petin
- 1888 : Aimé Hutter
- 1888 – 1896 : Bathélémy Brunon
- 1896 – 1900 : Charles Lavé
- 1900 – 1905 : Benoît Bouché
- 1905 : Claude Bernais
- 1907 – 1919 : Pierre Vinay
- 1919 – 1922 : Eugène Fouilland
- 1922 – 1940 : Claude Drivon

### État Français
- 1940 – 1944 : Michel Valette, président de la délégation spéciale, désigné par le régime de Vichy
- 1944 – 1946 : Claude Drivon

### Quatrième République
- 1946 – mai 1953 : Eugène Condamin
- mai 1953 – mars 1977 : Emile Hémain (CNIP), Industriel

### Cinquième République
- mars 1977 – juin 1995 : André Géry (PCF), conseiller général du canton de Rive-de-Gier (1979-1985) et conseiller régional (1986-2004)
- juin 1995 – juin 2020 : Jean-Claude Charvin (RPR puis UMP-LR), vice-président du conseil général de la Loire jusqu'en 2011, conseiller général (1985-2015) puis départemental (depuis 2015) du canton de Rive-de-Gier et vice-président de Saint-Étienne Métropole.
- depuis juin 2020 : Vincent Bony (PCF), vice-président de Saint-Etienne Métropole, président du Syndicat intercommunal du pays du Gier.

## Source
- Mairie de Rive-de-Gier

- Cet article est partiellement ou en totalité issu de l'article intitulé « Rive-de-Gier » (voir la liste des auteurs).